# Minardi M191B
Chronologie des modèles (1992)
Minardi M191 Minardi M192
La Minardi M191B, renommée ensuite Minardi M191L, est la monoplace de Formule 1 engagée par la Scuderia Minardi dans le cadre des quatre premiers Grands Prix du championnat du monde de Formule 1 1992. Elle est pilotée par le Brésilien Christian Fittipaldi, champion de Formule 3000 en 1991, qui fait ses débuts en Formule 1, et l'Italien Gianni Morbidelli, présent au sein de l'écurie italienne depuis 1990. Le pilote essayeur est l'Italien Fabrizio Barbazza. 
La 191B, légère évolution de la Minardi M191 de 1991, s'en distingue par son moteur V12 Lamborghini qui remplace le bloc Ferrari, pourtant plus puissant de dix chevaux. Au Grand Prix d'Espagne, elle est renommée Minardi M191L, pour Lamborghini. La M191B est une monoplace de transition en attendant la mise au point de la Minardi M192, engagée à partir de la cinquième manche du championnat, à Saint-Marin.

## Historique
Pour le premier Grand Prix de la saison, en Afrique du Sud, Morbidelli et Fittipaldi se qualifient en dix-neuvième et vingtième positions, les deux pilotes n'ayant que cinq millièmes de seconde d'écart. Le lendemain, alors qu'un problème électrique met fin à la course du Brésilien au quarante-troisième tour, son équipier abandonne douze boucles plus loin en raison d'une panne de son moteur Lamborghini,.
Au Grand Prix du Mexique, Fittipaldi, auteur du dix-neuvième temps des qualifications, part en tête-à-queue au bout de deux tours, à l'instar de Morbidelli, au vingt-neuvième tour, alors qu'il occupait la vingt-et-unième place sur la grille de départ,.
Lors de la manche suivante, au Brésil, le Brésilien, vingtième qualifié, abandonne à cause d'une rupture de sa boîte de vitesses au cinquante-quatrième tour tandis que l'Italien, élancé de la vingt-troisième position, profite des nombreux abandons en course pour franchir la ligne d'arrivée à la septième place, à un tour du vainqueur Nigel Mansell,.
Au Grand Prix d'Espagne, alors que la monoplace est rebaptisée Minardi M191L, Fittipaldi et Morbidelli se qualifient vingt-deuxième et vingt-cinquième. En course, alors que l'Italien abandonne à cause de la mauvaise tenue de route de sa voiture, son équipier termine pour la première fois un Grand Prix de Formule 1, onzième à quatre tours de Mansell,.
La M191L est remplacée par la Minardi M192 dès la manche suivante, à Saint-Marin.

## Résultats en championnat du monde de Formule 1
| Saison | Écurie          | Moteur               | Pneumatiques | Pilotes              | Courses | Courses | Courses | Courses | Courses | Courses | Courses | Courses | Courses | Courses | Courses | Courses | Courses | Courses | Courses | Courses | Points inscrits | Classement |
| Saison | Écurie          | Moteur               | Pneumatiques | Pilotes              | 1       | 2       | 3       | 4       | 5       | 6       | 7       | 8       | 9       | 10      | 11      | 12      | 13      | 14      | 15      | 16      | Points inscrits | Classement |
| ------ | --------------- | -------------------- | ------------ | -------------------- | ------- | ------- | ------- | ------- | ------- | ------- | ------- | ------- | ------- | ------- | ------- | ------- | ------- | ------- | ------- | ------- | --------------- | ---------- |
| 1992   | Minardi F1 Team | Lamborghini 3512 V12 | Goodyear     |                      | RSA     | MEX     | BRÉ     | ESP     | SMR     | MON     | CAN     | FRA     | GBR     | ALL     | HON     | BEL     | ITA     | POR     | JAP     | AUS     | 1*              | 12e        |
| 1992   | Minardi F1 Team | Lamborghini 3512 V12 | Goodyear     | Christian Fittipaldi | Abd     | Abd     | Abd     | 11e     |         |         |         |         |         |         |         |         |         |         |         |         | 1*              | 12e        |
| 1992   | Minardi F1 Team | Lamborghini 3512 V12 | Goodyear     | Gianni Morbidelli    | Abd     | Abd     | 7e      | Abd     |         |         |         |         |         |         |         |         |         |         |         |         | 1*              | 12e        |

Légende : ici 

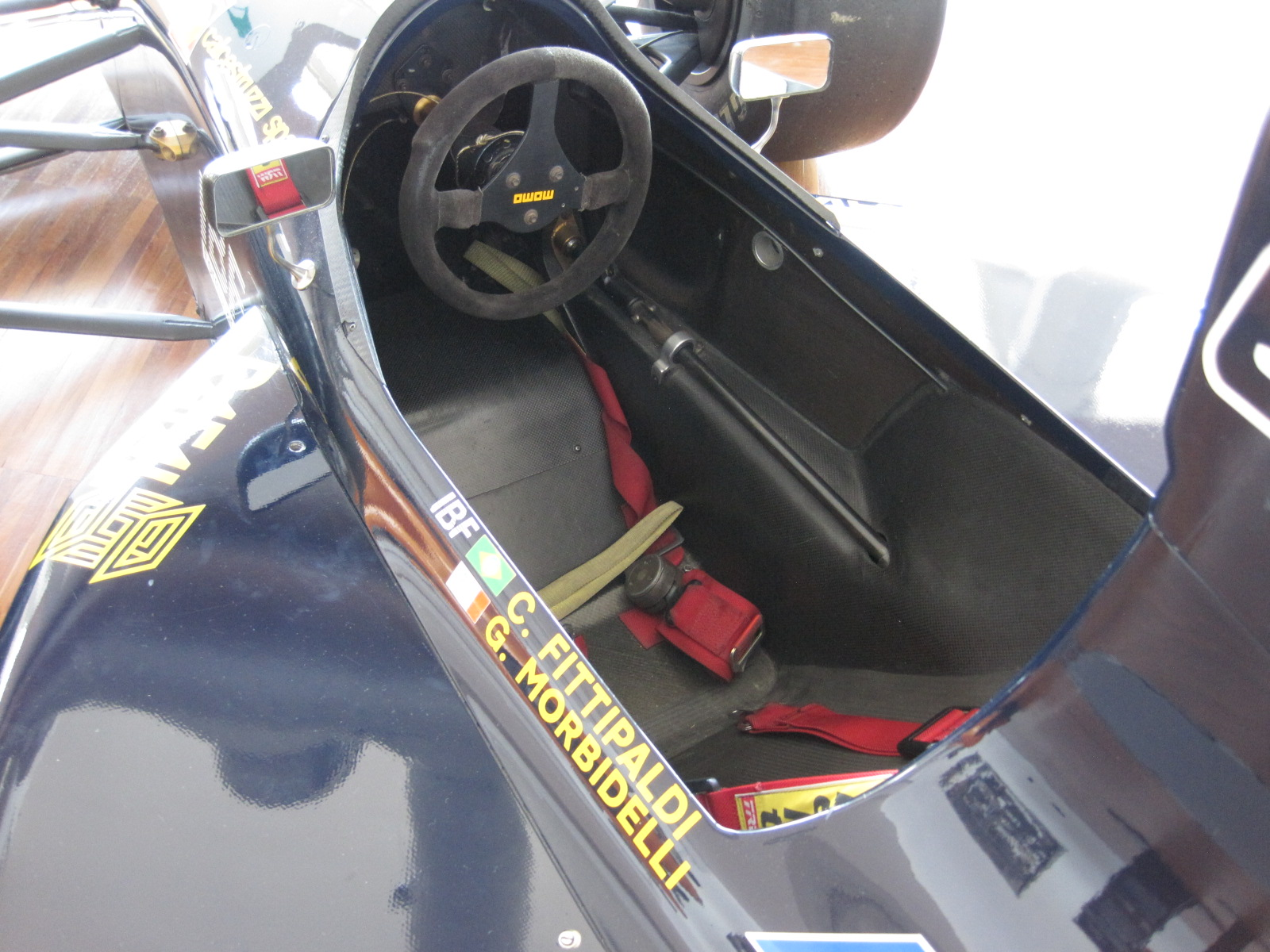
Cockpit de la Minardi M191B, exposée au musée Lamborghini.

- 1 point marqué avec la Minardi M192.